# UFC Live: Jones vs. Matyushenko
UFC Live: Jones vs. Matyushenko foi um evento de artes marciais mistas realizado pelo Ultimate Fighting Championship em 1 de agosto de 2010 no San Diego Sports Arena em San Diego, Califórnia. É a segunda vez que o evento foi transmitido pelo canal americano Versus.

## Bônus da Noite
Lutadores foram premiados com 40.000 dólares de bônus.
- Luta da Noite:  Brian Stann vs.  Mike Massenzio
- Nocaute da Noite:  Takanori Gomi
- Finalização da Noite:  Charles Oliveira